# Камиль (медведь)
Камиль (исп. и фр. Camille; 1983 или 1984 — около 2010) — самец европейского бурого медведя, живший в долине Ронкаль (Наварра, Испания). Получил известность как «последний медведь Страны Басков» или «последний медведь Наварры и Арагона». Фактически являлся последним в Наварре представителем местного подвида — пиренейского бурого медведя, однако благодаря программе по восстановлению популяции медведей в Пиренеях обитают другие представители вида, ввезённые из Словении.

## Жизнеописание
Камиль предположительно родился в Беарне (Франция) в 1983 или 1984 году и в середине 1990-х годов переселился в Наварру. Имя ему дал Жан-Жак Камарра, изучавший пиренейских медведей и в 1980-е годы начавший называть их по именам вместо номеров (предположительно Камарра выбрал нейтральное имя Камиль, так как в то время точно не знал пол медведя).
Медведь неоднократно нападал на стада (в среднем совершал 40 нападений в год), что вызывало беспокойство местных пастухов. Наиболее резонансным стало нападение в ночь с 28 на 29 апреля 1998 года, когда Камиль задрал семь овец и двух других животных, принадлежащих фермеру Франсиско Хавьеру Марко Индурайну. В первом отчёте о нападении Камиля отмечалось, что он весит от 80 до 100 килограммов.
Несмотря на компенсации, выплаченные правительством, пастухи выступали за то, чтобы убить медведя. Руководители Департамента охраны окружающей среды Наварры объявили, что медведя необходимо поймать и надеть на него ошейник с датчиком, однако эти попытки не увенчались успехом. Первая фотография Камиля была сделана в июле 1999 года, и правительство заплатило за неё 300000 песет.
В период с апреля по октябрь 2004 года совершил 20 нападений на 35 овец с животноводческих ферм. В это время уже отмечалось, что вымирание подвида неизбежно: в живых осталось только два самца пиренейского бурого медведя: Камиль в Испании и Асп-Уэст во Франции — и ни одной самки.
14 ноября 2009 года агент по охране природы Хайме Соланс заметил Камиля, поедающего кабана, в Арагонских Пиренеях. 4 декабря зоологи получили его изображение, которое было снято на стационарную камеру между Ансо и Сурисой. Дневной свет позволил запечатлеть детали, и стало известно, что Камиль достигает около 120 сантиметров в длину, и что он болен дерматитом, вследствие которого задняя часть его туловища оказалась полностью лишена шерсти. Зоологи отмечали, что Камиль — долгожитель для своего вида (в среднем бурые медведи в дикой природе живут 15—22 года, хотя известны случаи, когда медведь доживал до 30 лет), и предполагали, что его болезнь связана с гормональными проблемами и стрессом. 
В последний раз Камиля видели 5 февраля 2010 года, предположительно, он умер вскоре после этого, хотя подтверждений найдено не было. Экологические организации Испании и Франции высказывали предположение, что сообщение о смерти Камиля может быть ложным и что Камиль и Асп-Уэст — на самом деле одна и та же особь, известная под разными именами.

## Игрушка
В 2001 году была выпущена первая игрушка, говорящая на баскском языке, — плюшевый мишка Камильчо (баск. Kamiltxo), названный в честь Камиля. При нажатии на левую лапу игрушка говорила: «Здравствуй, друг. Я Камильчо, пиренейский медведь. Как тебя зовут?». Игрушка быстро приобрела популярность в Стране Басков: так, в Урречу и Сумарраге в том же году она стала самым популярным подарком, который дети просили у Оленцеро на Рождество.
30 ноября 2001 года в газете El País была опубликована статья Хавьера Мины о Камильчо. Мина раскритиковал производителей за то, что они назвали игрушку в честь медведя, пожирающего овец, и сравнил этот поступок с переписыванием истории: «Есть люди, которые жестоко и подло убивают, но существует давняя традиция называть их не убийцами, а патриотами и героями».
Камильчо упоминается в рассказе Шабьера Мендигурена «Лучшая пора жизни» (2008).